# Нисирос
Ни́сирос (греч. Νίσυρος) — возвышенный и скалистый остров в Эгейском море, принадлежит Греции. Входит в группу островов Додеканес (Южные Спорады). Расположен недалеко от мыса Девебойну полуострова Решадие Малой Азии, между островами Кос и Тилос. Согласно переписи населения 2011 года на острове проживает 1088 человек. Самый крупный населённый пункт на острове и административный центр — Мандракион.

## География
Остров занимает площадь 41,263 квадратного километра, протяженность береговой линии — 30 километров. Форма Нисироса приблизительно круглая, с диаметром около 8 км (5 миль). Рельеф гористый. На Нисиросе находится одноимённый вулкан — Нисирос, один из активных вулканов в Европе. 12 лет назад вулкан активно дышал. Последнее извержение произошло около 700 лет назад. Вулкан имеет 5 кратеров. Самый большой и известный кратер — Стефанос.

## Памятники
На невысоком холме к юго-западу от Мастракиона хорошо сохранилась стена Палеокастро (Παλαιόκαστρο) IV века до н. э., окружавшая древний город Нисирос и построенная из больших блоков из тёмной вулканической породы. Внутри Палеокастро находятся руины раннехристианской базилики. Раскопан некрополь древнего города архаического, классического и эллинистического периодов. Самые старые захоронения относятся к VII—VI вв. до н. э. Обширное кладбище классического периода (IV век до н. э.) было раскопано в местности Аи-Яни (Άη-Γιάννη) и на южной стороне холма Палеокастро. Находки выставлены в Археологическом музее Нисироса (Αρχαιολογικό Μουσείο Νισύρου) в Мандракионе. В музее выставлены также находки с соседнего острова Яли.
Административный центр острова Мандракион получил награду от Europa Nostra за восстановление стены Палеокастро классического периода (IV век до н. э.).

## Древние греки о происхождении острова
Гигант же Полибот, спасаясь морем от преследования грозного колебателя земли Посейдона, бежал на остров Кос. Отколол своим трезубцем часть Коса Посейдон и навалил её на Полибота. Так образовался остров Нисирос.

## Галерея

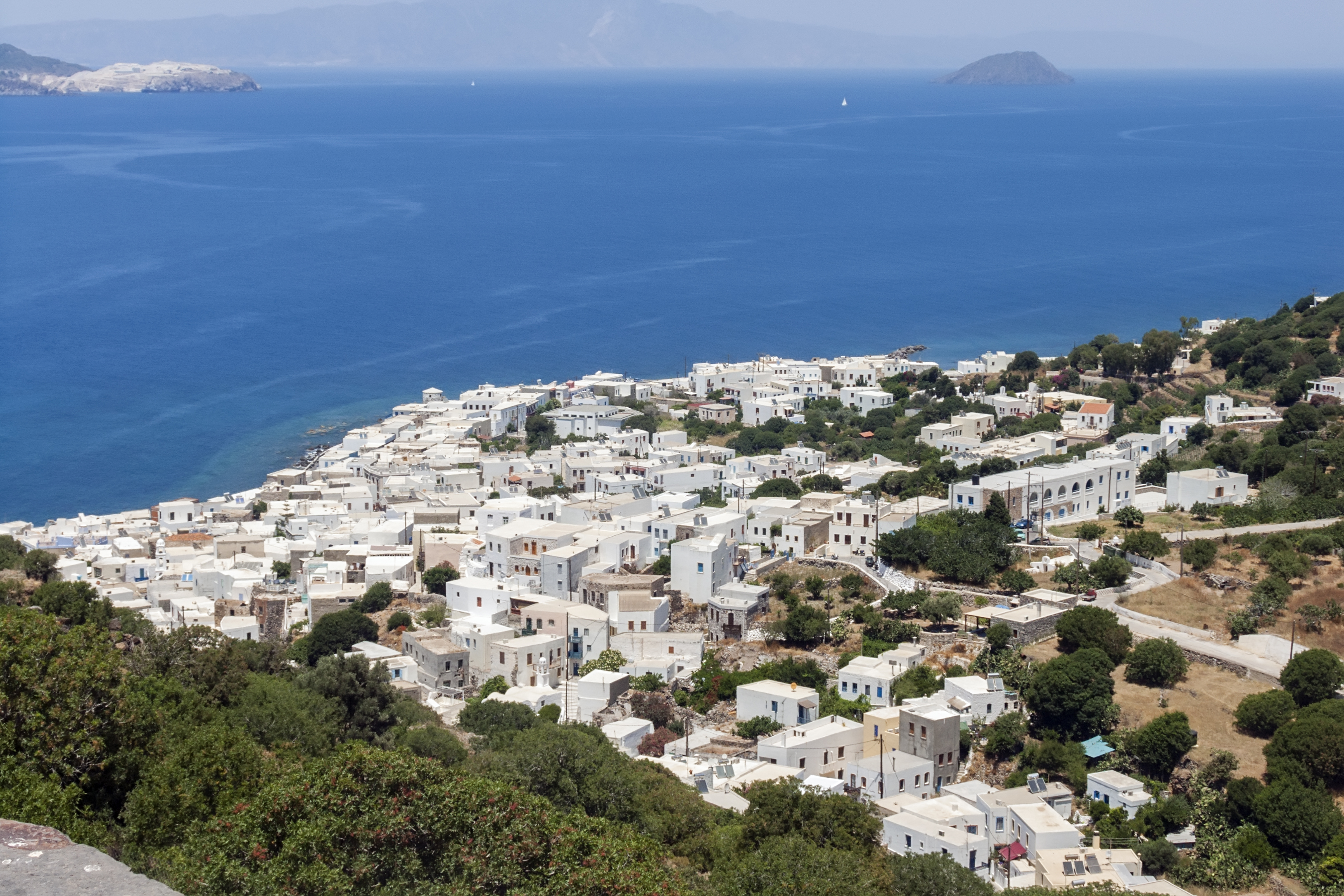
Мандракион, самое крупное поселение на  острове
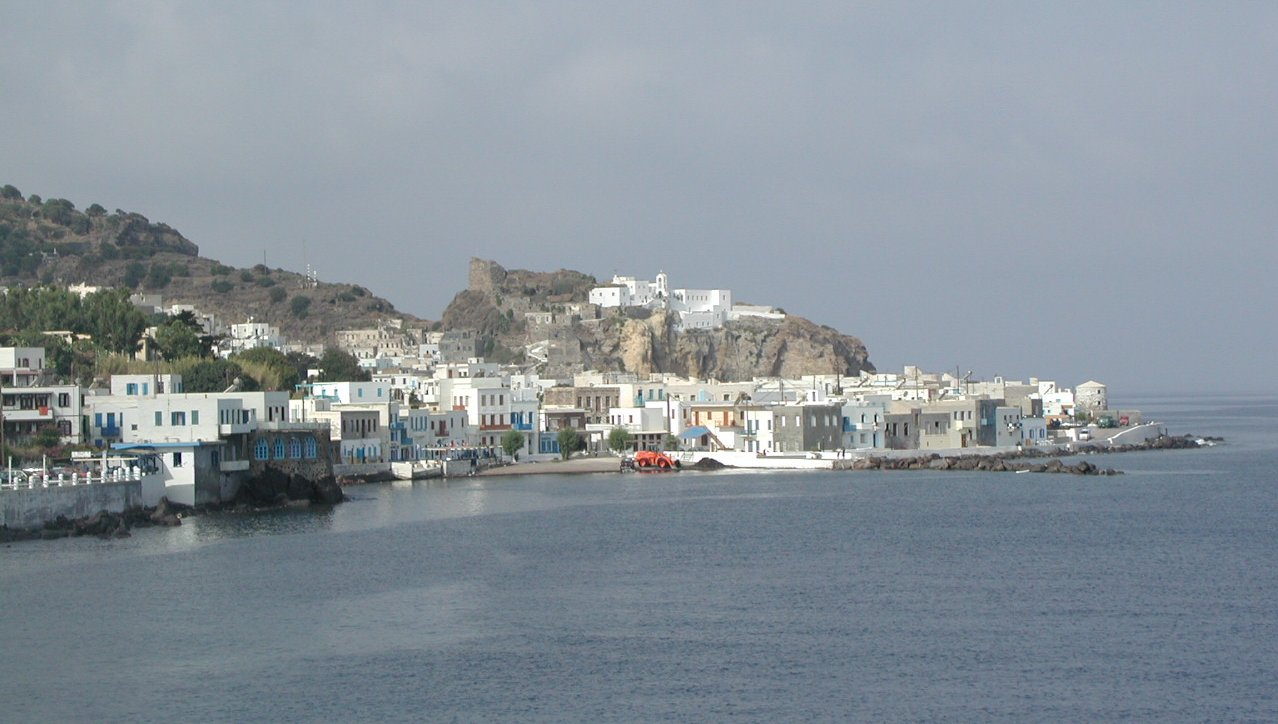
Мандракион
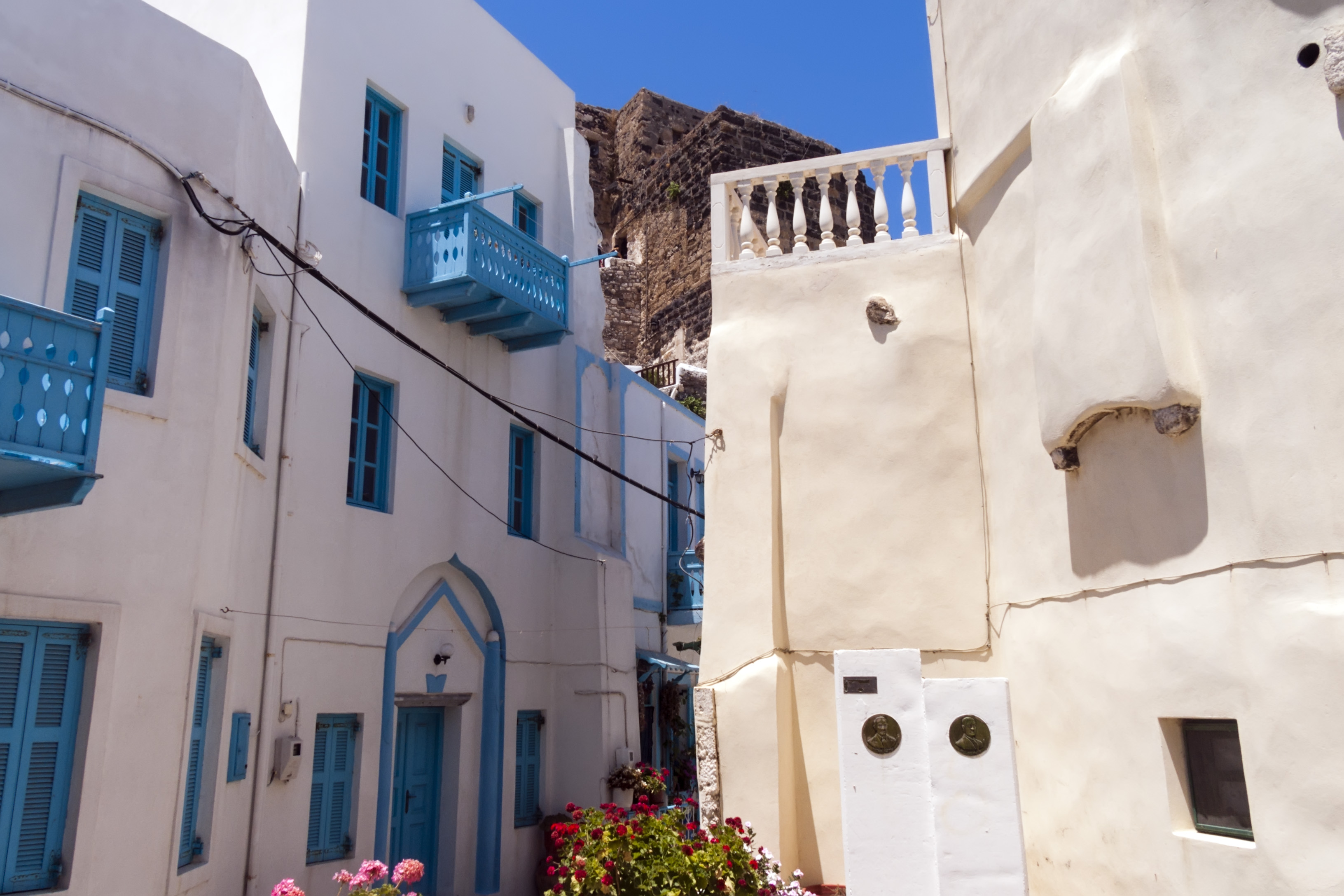
Улица в Мандракионе
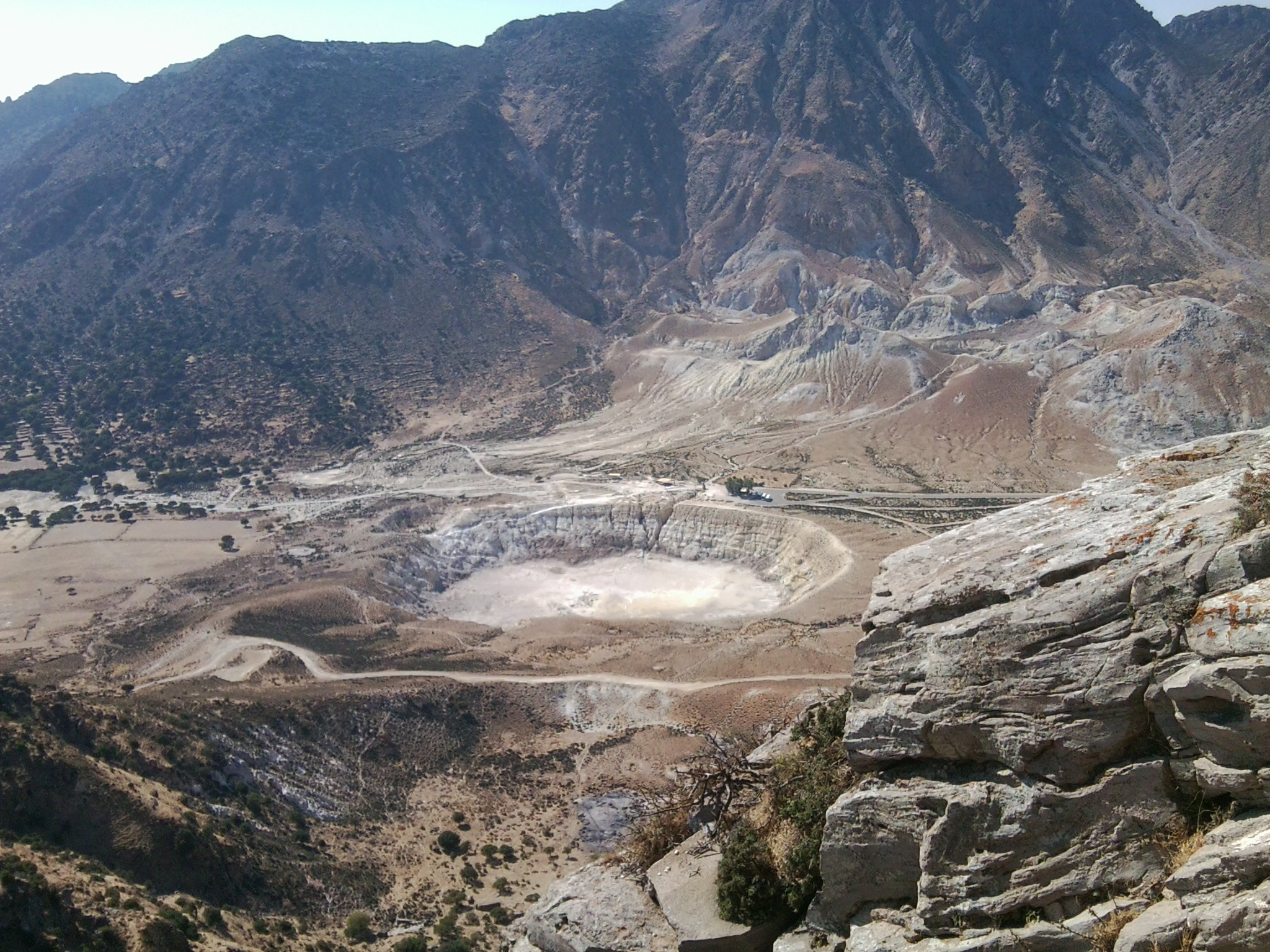
Стефанос, самый большой кратер вулкана
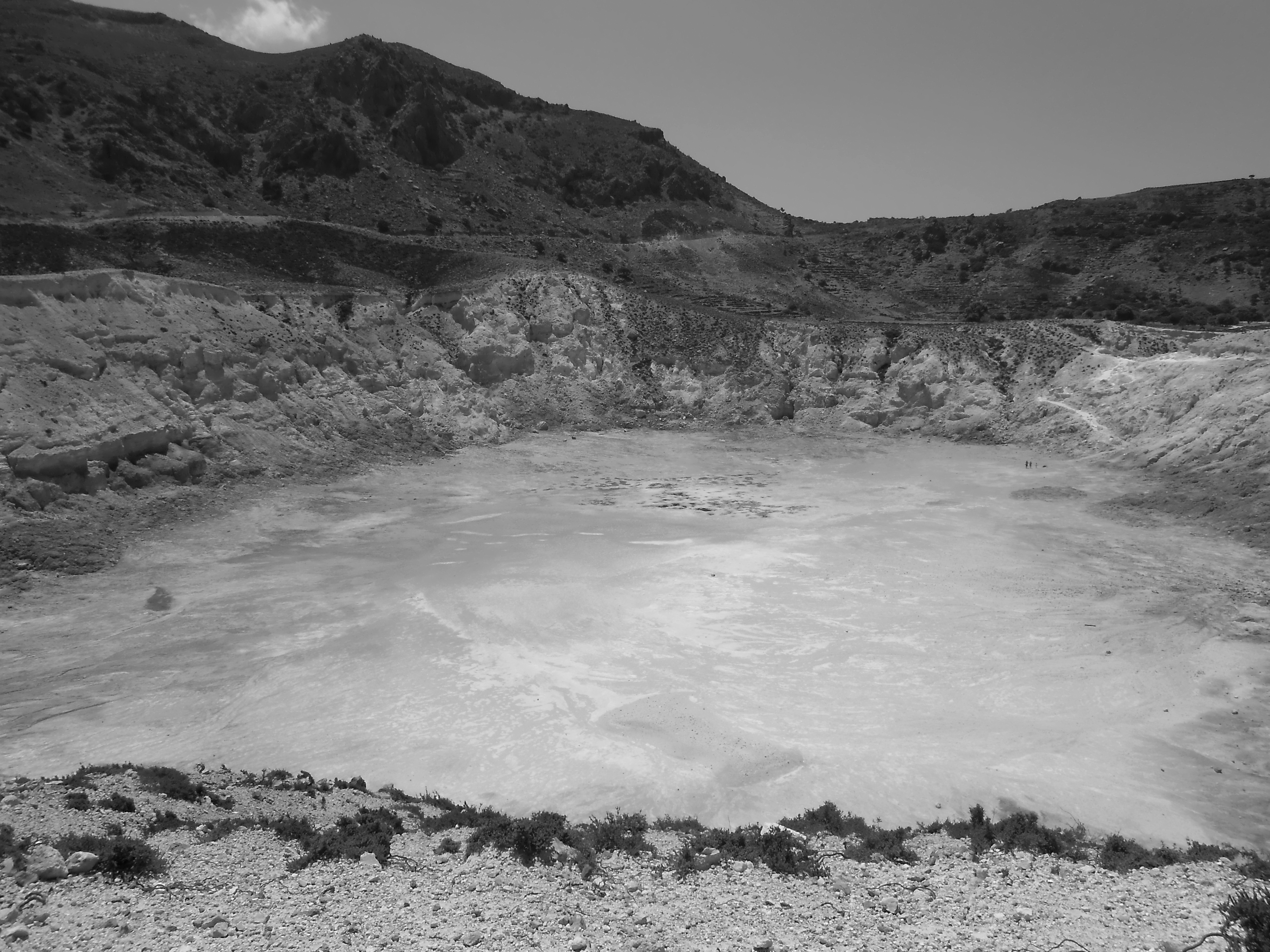
Стефанос, частичный вид крупнейшего кратера вулкана
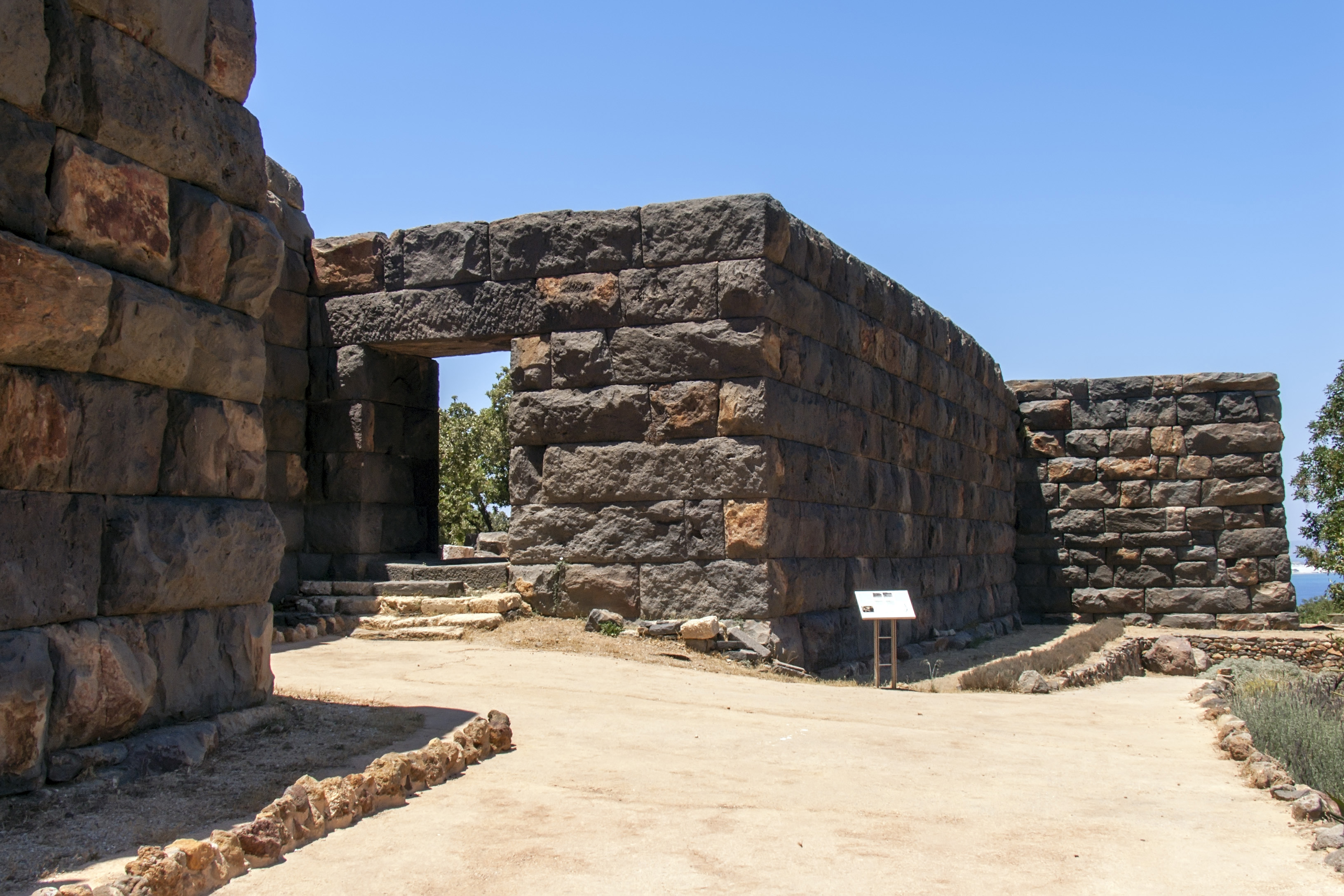
Стена Палеокастро
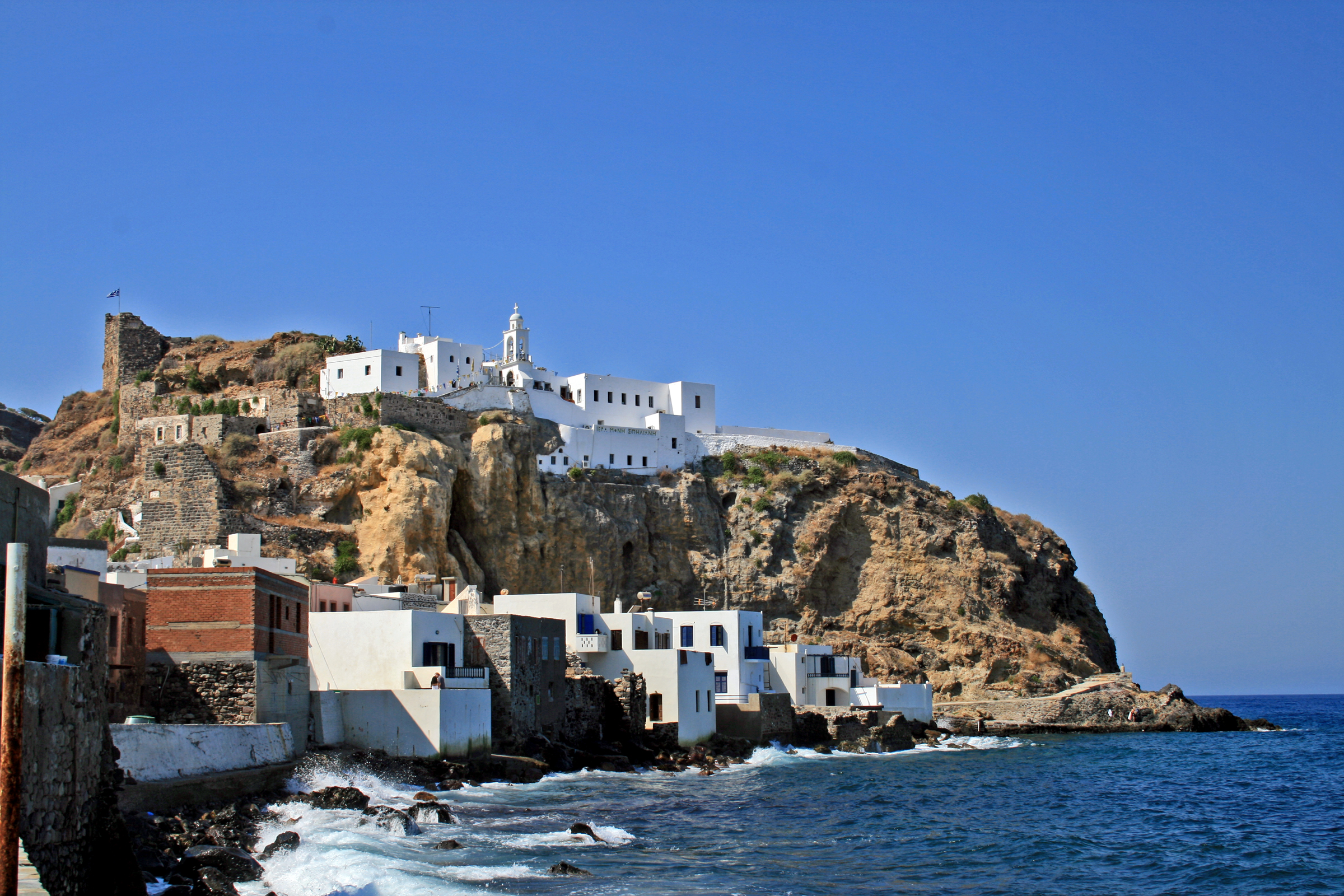
Церковь Панагия Спилиани в Мандракионе
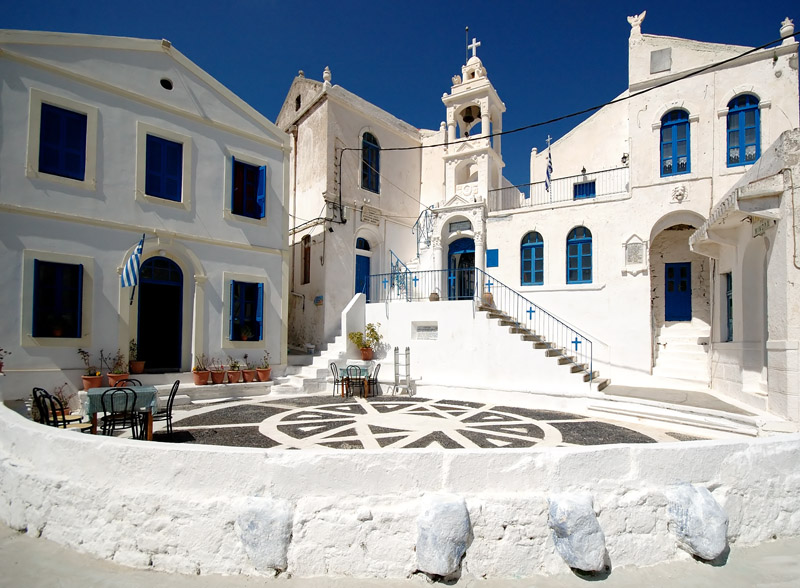
Площадь в деревне Никья
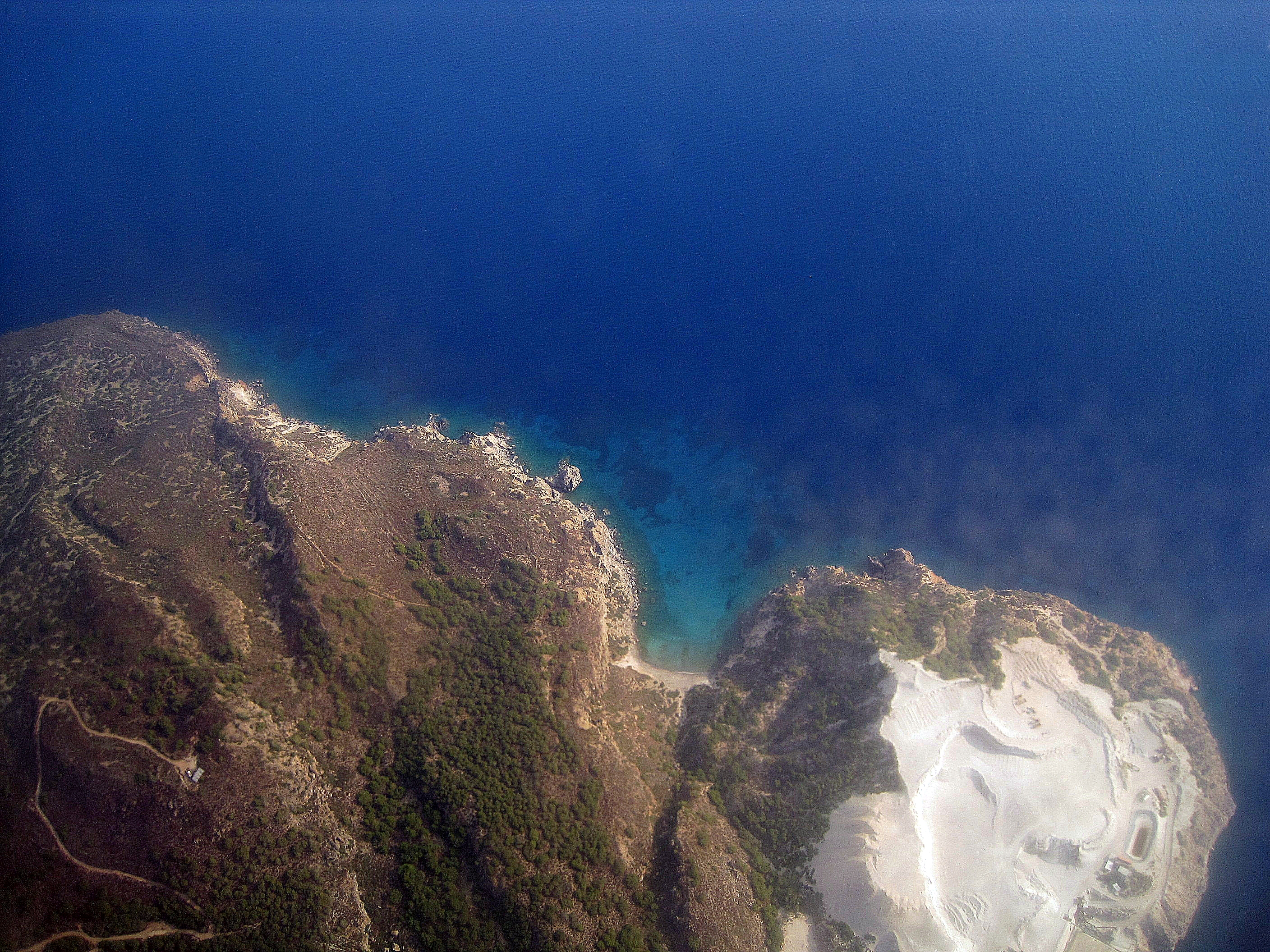
Остров Яли